# Stefano Lilipaly
Stefano Lilipaly, né le 10 janvier 1990 à Arnhem aux Pays-Bas, est un footballeur international indonésien, qui évolue au poste de milieu offensif avec le Borneo FC. Il possède également la nationalité néerlandaise.   
Il est le cousin de Tonnie Cusell, également footballeur.

## Biographie

### Carrière en club
Stefano Lilipaly est né à Arnhem d'un père indonésien, et d'une mère néerlandaise. Il commence sa carrière avec le RKSV DCG. En 2000, il rejoint chez les jeunes du AZ Alkmaar, puis du FC Utrecht.
Lors de la saison 2011-2012, il intègre l'équipe première du FC Utrecht. Le 6 août 2011, il fait ses débuts en Eredivisie, lors d'un match nul et vierge (0-0) contre le VVV Venlo. Puis, le 22 janvier 2012, il inscrit son premier but en Eredivisie contre le PSV Eindhoven (1-1).
Le 1er juillet 2012, il signe un contrat avec Almere City FC, évoluant en Eerste Divisie. Puis, le 25 mars 2014, il rompt son contrat avec Almere City et rejoint le Consadole Sapporo en J. League 2, il dispute seulement une rencontre en coupe.
Le 18 août 2015, il signe un contrat de deux avec le SC Telstar, évoluant en Eerste Divisie. Puis, le 24 janvier 2017, il signe un contrat de deux ans et demi avec le SC Cambuur.
Le 10 août 2017, il rejoint le Bali United, évoluant en Liga 1.

### Carrière internationale
Stefano Lilipaly compte dix sélections et deux buts avec l'équipe d'Indonésie depuis 2013.
Il a représenté les Pays-Bas au niveau des jeunes, des moins de 15 ans aux moins de 18 ans. Il est éligible pour représenter les Pays-Bas ou l'Indonésie par l'intermédiaire de ses parents, sa mère est néerlandaise et son père est indonésien. En octobre 2011, il reçoit la citoyenneté indonésienne, et annonce qu'il a choisi la sélection indonésienne.
Il est convoqué pour la première fois en équipe d'Indonésie par le sélectionneur national Jacksen F. Tiago (en), pour un match amical contre les Philippines le 14 août 2013. Lors de ce match, il commence la rencontre comme titulaire, et sort du terrain à la 76e minute de jeu, en étant remplacé par Slamet Nurcahyo. La rencontre se solde par une victoire 2-0 des Indonésiens.
Il inscrit son premier but avec l'Indonésie le 25 novembre 2016, contre Singapour. Ce match gagné 2-1. Puis, il inscrit son second but le 7 décembre, contre le Viêt Nam, lors de l'AFF Cup 2016 (match nul 2-2). L'Indonésie atteint la finale de l'AFF Cup 2016, en étant battu par la Thaïlande à l'issue des matchs aller et retour.

## Statistiques

### En club
| Saison                | Club                  | Championnat           | Championnat | Championnat | Championnat | Coupe(s) nationale(s) | Coupe(s) nationale(s) | Coupe(s) nationale(s) | Séries | Séries | Séries | Indonésie | Indonésie | Indonésie | Total | Total | Total |
| Saison                | Club                  | Division              | M.          | B.          | P.d.        | M.                    | B.                    | P.d.                  | M.     | B.     | P.d.   | M.        | B.        | P.d.      | M.    | B.    | P.d.  |
| 2011-2012             | FC Utrecht            | Eredivisie            | 5           | 1           | 0           | -                     | -                     | -                     | -      | -      | -      | -         | -         | -         | 5     | 1     | 0     |
| 2012-2013             | Almere City           | Eerste Divisie        | 23          | 2           | 2           | 1                     | 1                     | 0                     | -      | -      | -      | -         | -         | -         | 24    | 3     | 2     |
| 2013-2014             | Almere City           | Eerste Divisie        | 16          | 1           | 2           | 1                     | 0                     | 0                     | -      | -      | -      | 1         | 0         | 1         | 18    | 1     | 3     |
| 2014                  | Consadole Sapporo     | J. League 2           | -           | -           | -           | 1                     | 0                     | 1                     | -      | -      | -      | -         | -         | -         | 1     | 0     | 1     |
| 2015-2016             | SC Telstar            | Eerste Divisie        | 30          | 6           | 4           | 2                     | 0                     | 0                     | -      | -      | -      | 1         | 0         | 0         | 33    | 6     | 4     |
| 2016-2017             | SC Telstar            | Eerste Divisie        | 14          | 3           | 3           | 1                     | 0                     | 1                     | -      | -      | -      | 7         | 2         | 2         | 22    | 5     | 6     |
| 2016-2017             | SC Cambuur            | Eerste Divisie        | 17          | 8           | 6           | 2                     | 0                     | 0                     | 2      | 0      | 0      | 1         | 0         | 0         | 22    | 8     | 6     |
| 2017                  | Bali United           | Liga 1                | 2           | 0           | 0           | -                     | -                     | -                     | -      | -      | -      | -         | -         | -         | 2     | 0     | 0     |
| Total sur la carrière | Total sur la carrière | Total sur la carrière | 107         | 21          | 17          | 8                     | 1                     | 2                     | 2      | 0      | 0      | 10        | 2         | 3         | 127   | 24    | 22    |

### Buts internationaux
Le tableau suivant liste les résultats de tous les buts inscrits par Stefano Lilipaly avec l'équipe d'Indonésie.